# Rudie Kemna
Rudie Kemna (né le 5 octobre 1967 à Oldenzaal) est un ancien coureur cycliste néerlandais, devenu directeur sportif de l'équipe Skil-Shimano, il est toujours dans cette formation devenue Sunweb.

## Biographie
Longtemps parmi les meilleurs coureurs amateurs, Rudie Kemna compte à son palmarès le Tour d'Overijssel et l'Omloop van de Kempen. Il ne passe professionnel qu'à 31 ans, en 1999, dans l'équipe Batavus, qui devient ensuite Bankgiroloterij. Spécialiste du sprint, il remporte huit victoires durant sa première année, dont des étapes du Tour des Pays-Bas, de l'Olympia's Tour et de l'Étoile des Espoirs. Par la suite, il gagne deux fois consécutivement le Grand Prix Herning (2001 et 2002) et le Tour de Drenthe (2002 et 2003). En 2003, il remporte le championnat des Pays-Bas sur route, le principal succès de sa carrière.
En 2005, Rudie Kemna intègre l'équipe Skil-Shimano, issue de la fusion de Bankgiroloterij et de l'équipe japonaise Shimano Racing. Il y effectue sa dernière année en tant que coureur. Depuis 2006, il est directeur sportif de cette formation, devenue Argos-Shimano puis Sunweb.
En janvier 2013, il avoue avoir eu recours à l'EPO au cours de sa carrière,. Il reconnait avoir utilisé des substances interdites au printemps 2003 en tant que coureur sous la direction de Johan Capiot. Il est suspendu pour six mois de son rôle de directeur sportif au sein de l'équipe Argos-Shimano.

## Palmarès
- 1989
  - 3e du Ronde van Midden-Nederland
- 1991
  - 5e étape du Teleflex Tour
- 1996
  - Tour de Hollande-Septentrionale
  - 3e étape du Boland Bank Tour
  - 2e du Tour d'Overijssel
- 1997
  - 4e étape du Teleflex Tour
  - Tour d'Overijssel
  - Omloop der Kempen
  - 2e et 7e étapes du Tour de Saxe
  - Grand Prix Wielerrevue
- 1999
  - 1re et 4e étapes de l'Étoile des Espoirs
  - 1re, 7e, 8e et 9e étapes de l'Olympia's Tour
  - 3e étape du Tour des Pays-Bas
  - Woudenomloop
  - 2e de Dwars door Gendringen
  - 2e du Grand Prix Rudy Dhaenens
  - 3e du Tour de Drenthe
- 2000
  - 1re étape de l'Olympia's Tour
- 2001
  - Grand Prix Herning
  - Ster van Zwolle
  - 3e étape de la Course de la Solidarité olympique
  - 6e étape du Ster Elektrotoer
  - 2e du championnat des Pays-Bas sur route
  - 2e de Veenendaal-Veenendaal
- 2002
  - Tour de Hollande-Septentrionale
  - Tour de Drenthe
  - Grand Prix Herning
  - 2e étape du Ster Elektrotoer
  - 2e du championnat des Pays-Bas sur route
  - 3e du Tour du Qatar
- 2003
  -  Champion des Pays-Bas sur route
  - 4e étape du Tour de Rhodes
  - Tour de Drenthe
- 2004
  - Noord Nederland Tour (ex æquo avec 21 coureurs)
  - 2e de la Nokere Koerse
  - 2e du Grand Prix Rudy Dhaenens
- 2005
  - 3e du Prix national de clôture

## Classements mondiaux
| Année           | 2005 |
| --------------- | ---- |
| UCI Europe Tour | 201e |